# Brynäs IF 2010/2011
Elitserien i ishockey 2010/2011 blir Brynäs IF:s 36:e säsong i Elitserien i ishockey. 

## Elitserien
| Nr | Lag            | S  | V  | O  | F  | ÖV | ÖF | GM  | IM  | MS  | P  |
| -- | -------------- | -- | -- | -- | -- | -- | -- | --- | --- | --- | -- |
| 1  | HV71 (RM)      | 55 | 24 | 15 | 16 | 9  | 6  | 173 | 143 | +30 | 96 |
| 2  | Färjestads BK  | 55 | 27 | 9  | 19 | 6  | 3  | 154 | 124 | +30 | 96 |
| 3  | Skellefteå AIK | 55 | 25 | 12 | 18 | 9  | 3  | 173 | 145 | +28 | 96 |
| 4  | Luleå HF       | 55 | 23 | 11 | 21 | 8  | 3  | 129 | 115 | +14 | 88 |
| 5  | Linköpings HC  | 55 | 22 | 14 | 19 | 5  | 9  | 138 | 118 | +20 | 85 |
| 6  | Djurgårdens IF | 55 | 22 | 14 | 19 | 4  | 10 | 140 | 139 | +1  | 84 |
| 7  | Brynäs IF      | 55 | 19 | 16 | 20 | 8  | 8  | 147 | 157 | −10 | 81 |
| 8  | AIK (U)        | 55 | 20 | 12 | 23 | 4  | 8  | 131 | 151 | −20 | 76 |
| 9  | Frölunda HC    | 55 | 19 | 12 | 24 | 5  | 7  | 128 | 158 | −30 | 74 |
| 10 | Timrå IK       | 55 | 17 | 13 | 25 | 9  | 4  | 140 | 165 | −25 | 73 |
| 11 | Södertälje SK  | 55 | 20 | 9  | 26 | 2  | 7  | 132 | 164 | −32 | 71 |
| 12 | Modo           | 55 | 17 | 13 | 25 | 6  | 7  | 147 | 153 | −6  | 70 |

Data hämtade från Svenska Ishockeyförbundet

## Transaktioner
| Nyförvärv till Brynäs IF | Nyförvärv till Brynäs IF | Nyförvärv till Brynäs IF |
| ------------------------ | ------------------------ | ------------------------ |
| Spelare                  | Tidigare klubb           | Kontrakterad             |
| Mattias Modig            | Luleå HF                 | 1 år                     |
| Mattias Ekholm           | Mora IK                  | 2 år                     |
| Dale Clarke              | Helsingfors IFK          | 1 år                     |
| Niclas Svedberg          | Modo Hockey              | 1 år                     |
| Sebastian Wennström      | J20                      | 2 år                     |

| Lämnar Brynäs IF | Lämnar Brynäs IF  |
| ---------------- | ----------------- |
| Spelare          | Nytt lag          |
| Ove Molin        | Slutar            |
| Juuso Hietanen   | HV71              |
| Eddie Läck       | Vancouver Canucks |
| Peter Nolander   | AIK               |

| Lämnar Brynäs IF under säsongen | Lämnar Brynäs IF under säsongen | Lämnar Brynäs IF under säsongen |
| ------------------------------- | ------------------------------- | ------------------------------- |
| Spelare                         | Nytt lag                        | Datum                           |

## Laguppställningen
| Målvakter | Målvakter | Målvakter      | Målvakter | Målvakter | Målvakter | Målvakter       | Målvakter  | Målvakter | Målvakter |
| Nr        | Nat       | Spelare        | Längd     | Vikt      | L/R       | Född            | Födelseort | Kontrakt  |           |
| --------- | --------- | -------------- | --------- | --------- | --------- | --------------- | ---------- | --------- | --------- |
| 31        | Sverige   | Erik Källgren  | 191       | 88        | L         | 14 oktober 1996 | Stockholm  | 2026/2027 |           |
| 32        | Sverige   | Ludvig Persson | 185       | 83        | L         | 6 oktober 1999  | Göteborg   | 2024/2025 |           |

| Backar | Backar  | Backar                   | Backar | Backar | Backar | Backar           | Backar     | Backar    | Backar |
| Nr     | Nat     | Spelare                  | Längd  | Vikt   | L/R    | Född             | Födelseort | Kontrakt  |        |
| ------ | ------- | ------------------------ | ------ | ------ | ------ | ---------------- | ---------- | --------- | ------ |
| 15     | Sverige | Simon Bertilsson         | 184    | 84     | L      | 19 april 1991    | Karlskoga  | 2025/2026 |        |
| 45     | Kanada  | Charles-Édouard D'Astous | 188    | 85     | L      | 21 april 1998    | Rimouski   | 2025/2026 |        |
| 2      | Sverige | Anton Johannesson        | 177    | 70     | L      | 26 mars 2002     | Gnosjö     | 2024/2025 |        |
| 28     | Sverige | Johannes Kinnvall        | 180    | 84     | R      | 28 juli 1997     | Gävle      | 2024/2025 |        |
| 4      | Sverige | Theo Lindstein           | 184    | 84     | L      | 5 januari 2005   | Gävle      | Lån       |        |
| 29     | Sverige | Axel Andersson           | 182    | 81     | R      | 10 februari 2000 | Järna      | 2025/2026 |        |
| 3      | Sverige | Christian Djoos          | 181    | 82     | L      | 6 augusti 1994   | Göteborg   | 2028/2029 |        |
| 9      | Sverige | Victor Söderström        | 184    | 89     | R      | 26 februari 2001 | Skutskär   | 2025/2026 |        |

| Forwards | Forwards | Forwards          | Forwards | Forwards | Forwards | Forwards          | Forwards   | Forwards  | Forwards |
| Nr       | Nat      | Spelare           | Längd    | Vikt     | L/R      | Född              | Födelseort | Kontrakt  |          |
| -------- | -------- | ----------------- | -------- | -------- | -------- | ----------------- | ---------- | --------- | -------- |
| 33       | Sverige  | Jakob Silfverberg | 186      | 94       | R        | 13 oktober 1990   | Gävle      | 2025/2026 |          |
| 52       | USA      | Jack Kopacka      | 188      | 90       | L        | 5 mars 1998       | Metamora   | 2025/2026 |          |
| 10       | Sverige  | Johan Larsson (C) | 182      | 92       | L        | 25 juli 1992      | Lau        | 2027/2028 |          |
| 37       | Sverige  | Hugo Lejon        | 184      | 80       | L        | 9 april 2005      | Västerås   | 2025/2026 |          |
| 23       | Sverige  | Oskar Lindblom    | 187      | 87       | L        | 15 augusti 1996   | Gävle      | 2025/2026 |          |
| 40       | Sverige  | Anton Ohlsson     | 185      | 80       | L        | 19 oktober 2004   | Gävle      | 2024/2025 |          |
| 18       | Sverige  | Anton Rödin (A)   | 183      | 84       | L        | 21 november 1990  | Stockholm  | 2025/2026 |          |
| 41       | Kanada   | Greg Scott        | 183      | 87       | R        | 3 juni 1988       | Victoria   | 2024/2025 |          |
| 23       | USA      | Tyler Vesel       | 180      | 83       | R        | 14 april 1994     | Duluth     | 2024/2025 |          |
| 36       | Sverige  | Linus Ölund       | 182      | 83       | L        | 5 juni 1997       | Gävle      | 2024/2025 |          |
| 70       | Lettland | Miks Indrašis     | 193      | 90       | L        | 30 september 1990 | Riga       | 2024/2025 |          |
| 24       | Sverige  | Linus Lindblom    | 191      | 87       | L        | 6 maj 2003        | Gävle      | 2024/2025 |          |
| 11       | USA      | Jordan Schroeder  | 175      | 79       | R        | 29 september 1990 | Lakeville  | 2024/2025 |          |
| 8        | USA      | Bobby Trivigno    | 173      | 73       | L        | 19 januari 1999   | New York   | 2025/2026 |          |

| Ledare  | Ledare           | Ledare                         | Ledare           | Ledare     | Ledare | Ledare    |
| Nat     | Namn             | Roll                           | Född             | Födelseort | Värvad | Kontrakt  |
| ------- | ---------------- | ------------------------------ | ---------------- | ---------- | ------ | --------- |
| Sverige | Niklas Gällstedt | Huvudtränare                   | 7 februari 1967  | Gävle      | 2023   | 2027/2028 |
| Sverige | Anders Carlsson  | Assisterande tränare           | 25 november 1960 | Gävle      | 2023   | 2024/2025 |
| Sverige | Ove Molin        | Assisterande tränare           | 27 maj 1971      | Huddinge   | 2023   | 2024/2025 |
| Sverige | Anthon Hansson   | Analytiker och målvaktstränare | 7 april 1992     | Mölndal    | 2020   | 2024/2025 |
| Sverige | Johan Alcén      | Sportchef                      | 11 mars 1988     | Sandviken  | 2021   | 2027/2028 |
| Sverige | Håkan Svedman    | Klubbchef                      | 30 januari 1966  | Uppsala    | 2021   | 2024/2025 |

Uppdaterad den 7 december 2024
Visa laguppställningsmallen.
1. ↑  ”Overview Elitserien 2010/2011”. Svenska Ishockeyförbundet. http://stats.swehockey.se/ScheduleAndResults/Overview/258. Läst 20 september 2018.